# 赤穂城 (1952年の映画)
『赤穂城』（あこうじょう）は、1952年（昭和27年）4月24日公開の日本映画である。東映製作・配給。監督は萩原遼、主演は片岡千恵蔵。白黒、スタンダード、81分。

## 概要
仇討ちや復讐劇を封建的なものとして禁じてきたGHQの方針を受けて自粛が続けられてきた"忠臣蔵もの"の、外伝や義士銘々伝ではない本流の本格的作品としては、これが戦後最初のものである。
戦前の新興キネマの娯楽路線と、戦時中の国策映画会社満州映画協会の人脈とを引き継ぎ、片岡千恵蔵、市川右太衛門、月形龍之介といった戦前からの時代劇スターを擁していた戦後の新興映画会社＝東映が、サンフランシスコ講和条約の発効（1952年4月28日）による占領政策の終結、日本の独立のタイミングで、占領期間中を通じて自粛されてきた"忠臣蔵もの"の復活と、時代劇を柱としていく自社の方針を高らかに宣言した作品、と見ることができる。
片岡千恵蔵が、戦前からの当たり役である浅野内匠頭と、大石内蔵助（初演）の二役を演じている点も興味深い。

## スタッフ
- 製作総指揮：大川博

- 製作：マキノ光雄、長橋秀憲
- 企画：坪井与、玉木潤一郎
- 原作：住吉山声
- 脚本：民門敏雄
- 撮影：三木滋人
- 美術：角井平吉
- 編集：宮本信太郎
- 音楽：深井史郎
- 録音：佐々木稔郎
- 照明：山根秀一
- 記録：川島衣栄
- 殺陣：足立伶二郎
- 衣裳考証：甲斐庄楠音

- 監督：萩原遼

## キャスト
- 浅野内匠頭、大石内蔵助：片岡千恵蔵

- 瑤泉院：山田五十鈴  （特別出演）
- 大石りく：木暮実千代  （特別出演）

- 片岡源五右衛門：月形龍之介
- 堀部安兵衛：河津清三郎
- 吉良上野介：薄田研二

- 不破数右衛門：大友柳太朗
- 伊達左京之亮：四代目澤村國太郎
- 磯貝十郎左衛門：原健策
- 牟岐平右衛門：御橋公
- 多門伝八郎：石黒達也
- 千馬三郎兵衛：清川荘司[4]

- 女中おはる：御園裕子
- 老女：衣笠淳子
- 大石主税：沢村アキオ（後の長門裕之）
- 大石吉千代：沢村マサヒコ（後の津川雅彦）
- 大石おくう：八木美栄子
- 安井彦右衛門：山口勇
- 大高源吾：加賀邦男
- 早水藤左衛門：上代悠司
- 畳屋吉蔵：寺島雄作
- 浅野大学：尾上菊太郎
- 梶川与惣兵衛：阿部九洲男
- 大野九郎兵衛：高松錦之助
- 荘田下総守：富本民平
- 月岡治右衛門：小堀明男
- 荒木十左衛門：河部五郎